# Canal de Fontanet
El Canal de Fontanet és una canal del terme municipal d'Abella de la Conca, al Pallars Jussà.
Es forma a Lo Botant, on cauen les aigües del barranc de Fontanet. Travessa la partida de Fonguera, i aigua-vessa al barranc de Fonguera al sud-oest de Fonguera.